# Cryphia imparoides
Cryphia imparoides là một loài bướm đêm trong họ Noctuidae.